# Codrin Tapu
Codrin Tapu (1973) è un giornalista e saggista rumeno, che ha scritto sugli ipostasi della personalità.

## Ricezione delle opere
Le opere di Tapu sono stati lodati per l'approccio "originale" e "provocatorio" e per aver inaugurato il campo della "psicologia specifico-sistemica" o "ipostatica".
D'altro canto i suoi scritti sono stati criticati per la presenza di un gran numero di neologismi che li rende difficili da capire, e per essere "condannati ad essere incompleti".